# Sadist
Sadist est un groupe de death metal progressif italien, originaire de Gênes. Le groupe cesse son activité en 2000 après la sortie de l'album Lego, mais s'est reformé en 2007 à l'occasion de la sortie de son album éponyme. Sa musique intègre des solos de guitare et de clavier, ainsi que des influences tirées du jazz et de musique orientale.

## Biographie

### Débuts (1990–1993)
Le groupe est initialement formé en 1990 sous le nom de Necrodeath, et sous l'impulsion de Tommy (guitare, clavier) et de Peso (batterie) qui cherchaient d'autres musiciens pour compléter la formation. Quelques semaines plus tard, Andy (basse) et Fabio (chant) rejoignent le groupe. Sadist attire l'attention du label Obscure Plasma Records alors qu'il joue leur démo pendant des concerts locaux. La démo, Black Screams, sort en septembre 1991 et se vend à près de 2 500 exemplaires.
Le groupe signe ensuite un contrat avec Nosferatu Records pour deux albums, et sort Above the Light en 1993. Andy est peu de temps après remplacé par Chicco à la basse tandis que Zanna prend la place de Fabio au chant. Fin 1993, le groupe paraît une vidéo pour le titre Sometimes They Come Back de l'album Above the Light et joue des concerts en France et aux Pays-Bas.

### DeTribeàLego(1994–2001)
Sadist passe en première partie de Carcass début 1994 et ouvre quelque temps plus tard pour Samael en France. Pendant la tournée, le groupe travaille déjà sur le prochain album et entre en studio à Bidford-on-Avon en mai 1995. Tribe sort en février 1996, distribué par Toy's Factory au Japon, et Sun Rising Records en Europe. Le groupe enchaîne avec une tournée en France, en Italie et aux Pays-Bas jusqu'en juin et sort sa seconde vidéo Tribe. Sadist participe ensuite à un album hommage à Iron Maiden en enregistrant une version de Wratchild. La fin de l'année est moins réjouissante : le batteur Peso quitte le groupe pour monter un projet solo (Oinos prend sa place) tandis que Zanna et Chico sont respectivement remplacés par Trevor et Andy.
Oinos ne reste pas longtemps puisqu'il est remplacé par Alessio avant l'enregistrement du troisième album Crust qui parait à la fin de l'année 1997 sur le label Displeased Records. La version japonaise contient deux titres supplémentaires qui sont des reprises de A-ha (Take on Me) et de Frankie Goes to Hollywood (Relax). Le groupe sort l'année suivante une vidéo Fools' and Dolts et joue au Wacken Open Air, le plus gros festival européen de metal, une première pour une formation italienne.
En 1999, Sadist signe avec le label Impact/System Shock pour la distribution et produit lui-même son prochain album Lego au Nadir Recording and Mastering. Le succès n'est pas au rendez-vous et le moral de groupe s'en ressent. Les musiciens décident alors de faire une pause en 2001, mettant de côté Sadist durant un moment.

### DeSadistàHyaena(depuis 2005)

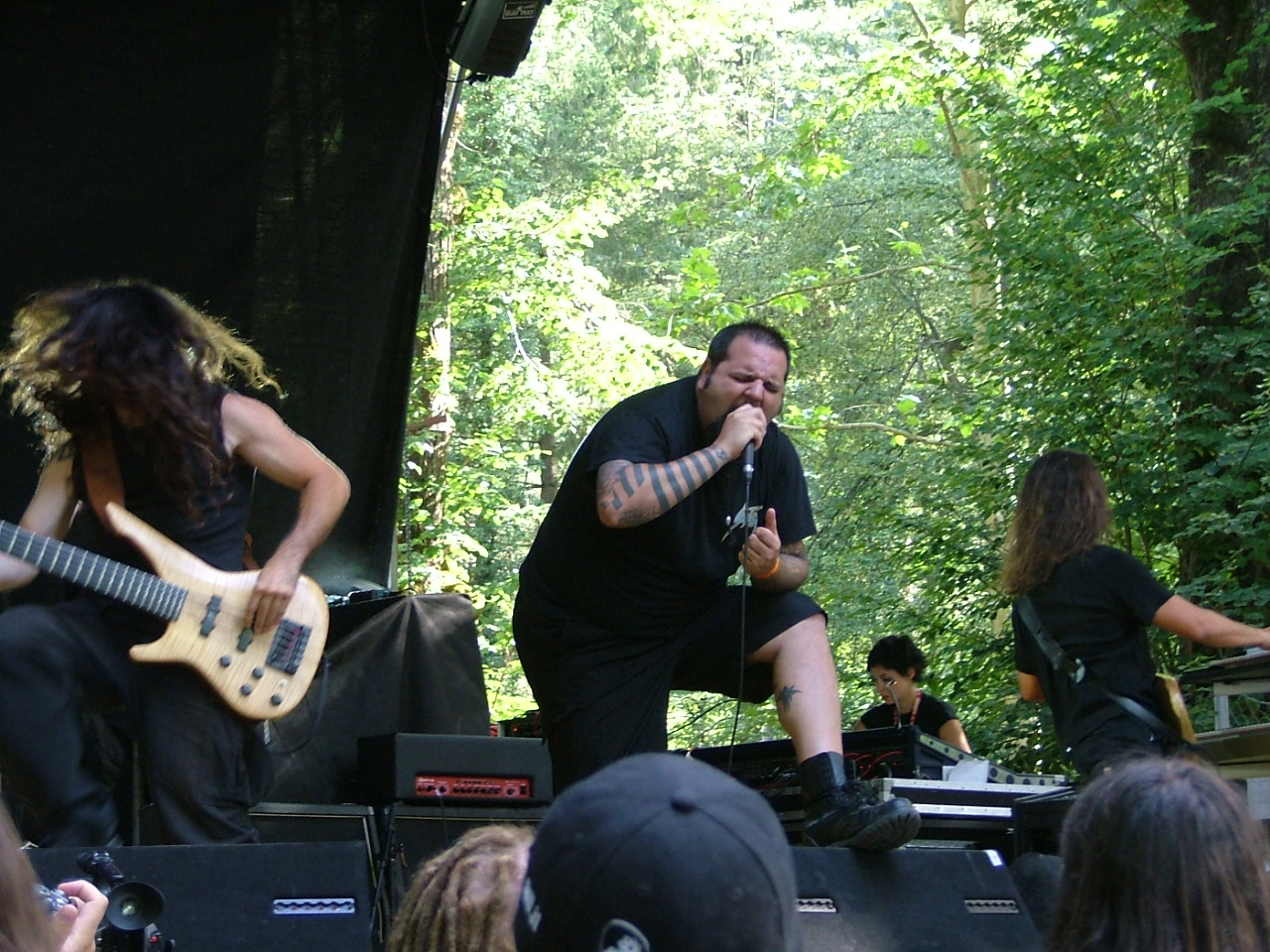
Sadist au Metalcamp de 2007.

Ce n'est qu'en 2005 que Sadist se reforme. Le groupe s'associe au label Beyond Productions et réenregistre les deux premiers albums au Nadir Recording and Mastering. L'année suivante, la formation commence à enregistrer son cinquième album avec comme musiciens invités Claudio Simonetti et Dado Sezzi, ainsi qu'une vidéo Tearing Away. Sadist sort en février. La seconde partie  de l'année est consacrée aux tournées et aux festivals. Sadist se rend notamment en Arménie pour le Highland Metalfest et le Rock the Borders. En novembre 2009, ils jouent avec Evile et Amon Amarth.
En avril 2010, Sadist est annoncé à la tournée Endgame de Megadeth, pour les dates italiennes entre le 3 et 5 juillet. Le 8 mars 2011, Sadist est annoncé à la tournée European Carnage Tour de Megadeth et Slayer. En février 2013, Tommy Talamanca annonce la sortie de son premier album solo, Na Zapad, pour le 8 avril au label Nadir Music. L'album est mixé et arrangé par Talamanca aux Nadir Music Studios en Italie en 2012. En 2015, le groupe publie une bande-annonce de son tant attendu septième album, Hyaena. Hyaena est annoncé par le groupe pour le 16 octobre 2015 au label Scarlet Records.

## Membres

### Membres actuels
- Trevor Nadir − grunt, screaming (1996-2000, depuis 2005)
- Tommy Talamanca − guitare, claviers, guitare acoustique (1990-2001, depuis 2005)
- Andy Marchini − basse, guitare solo, grunt sur Above the Light (1991-1994), basse (1996-2001, depuis 2005)
- Alessio Spallarossa − batterie (1999-2001, depuis 2005)

### Anciens membres
- Sibylle Colin-Tocquaine - chant (1990-1991)
- Chicco Parisi - basse (1995-1996)
- Marco « Peso » Pesenti − batterie (1990-1996)
- Zanna − chant (1995-1996)
- Fabio − chant (1991-1992, 2000-2001)
- Oinos − batterie (1997-1999)

## Discographie
- 1991 : Black Screams (démo)
- 1991 : Black Screams (EP)
- 1993 : Above the Light
- 1996 : Tribe
- 1997 : Crust
- 2000 : Lego
- 2007 : Sadist
- 2010 : Season in Silence
- 2015 : Hyaena
- 2018 : Spellbound
- 2022 : Firescorched